# 刘善植
刘善植（？—？），清朝政治人物。
刘善植曾于1752年接替赵崇文任福建永安县知县一职，1755由林其笼接任。